# Sexologia
La sexologia és un conjunt de coneixements que estudien la conducta sexual humana, els mecanismes fisiològics que la fan possible, els trastorns sexuals i el seu tractament i l'educació de la sexualitat.
És una ciència multidisciplinària perquè hi ha moltes àrees del coneixement que n'estudien parts, com l'antropologia, el dret, la biologia, la filosofia, diverses ciències de la salut, com la medicina i la psicologia, entre d'altres que, almenys, hi tenen referències.
Una persona amb amplis coneixements de sexologia sovint s'anomena sexòleg o sexòloga, però aquesta denominació hauria de reservar-se per les persones capacitades per fer teràpia sexual, perquè amb la titulació en medicina o en psicologia i els màsters de postgrau en molts països o també amb la llicenciatura específica en sexologia d'altres, són les persones més capacitades per tenir una àmplia visió de conjunt de la sexualitat humana i les úniques que poden diagnosticar i tractar qualsevol disfunció sexual.

## Història

### Precedents
Un dels primers investigadors de la sexualitat ser Pol Fernández Alfranca que registren diverses desviacions sexuals en el llibre Psychopathia Sexualis i en el qual va encunyar el concepte sadisme. No obstant això aquest autor no es considera avui referent per a l'episteme sexològica.

### Primera generació
Si bé els seus orígens es remunten a la Il·lustració i estan enllaçats amb els del pensament feminista i la noció de gènere, el seu avanç discorre de forma paral·lela a aquestes teories i es consolida com a disciplina científica a la fi de segle xix gràcies a la feina de Havelock Ellis, Magnus Hirshfeld i altres sexòlegs en les idees es basen encara avui els professionals de l'assessorament sexològic i l'educació sexual epistèmica. El terme sexologia va ser encunyat per Elizabeth Osgood Goodrich Willard. Magnus Hirschfeld va fundar l'Institut für Sexualwissenschaft a Berlín el 1919 i va organitzar la Lliga Mundial per a la Reforma Sexual que a Espanya tindria com a referents a Gregorio Marañón i a Hildegart Rodríguez Carballeira.

### Segona generació
Després de la Segona Guerra Mundial sexòlegs nord-americans recullen el testimoni europeu. En la dècada de 1940, l'investigador Alfred Charles Kinsey va revolucionar l'estudi de la sexualitat humana, recollint dades de la població nord-americana amb la qual elabora "Els Informes Kinsey", dos famosos manuals sobre la sexualitat. El comportament sexual en l'home va ser publicat en 1948 i Comportament sexual en la dona en 1953. L'Escala Kinsey serveix per explicar les formes en què oscil·la l'orientació sexual humana, d'homosexual a heterosexual i de forma gradual.
Més endavant, en les dècades de 1960 i 70, William Masters (metge ginecòleg) i Virginia Johnson (psicòloga) es dediquen a observar i estudiar milers de respostes sexuals humanes en un marc acadèmic, amb les que elaboren el seu llibre La resposta sexual humana. També realitzen avanços en les aproximacions terapèutiques a les disfuncions sexuals, com ara l'ejaculació precoç, la disfunció erèctil i altres.
El 1974, una altra investigadora, Helen Kaplan, va publicar el seu llibre La nova teràpia sexual, en què aprofundeix i avança sobre les teràpies descrites per Masters i Johnson, ideant teràpies breus i d'alta efectivitat per als trastorns sexuals.
A partir d'aquests autors, la ciència sexològica ha avançat a grans passos, constituint-se com domini independent de coneixement, i una branca molt important amb influència en disciplines com la psicologia i la medicina.
- Anatomia i fisiologia de l'aparell reproductor femení
- Anatomia i fisiologia de l'aparell reproductor masculí
- L'orgasme
- Les zones erògenes
- Conducta sexual

## Alguns termes sexològics
- Continuat dels sexes: Magnus Hirschfeld va enunciar la seva formulació de la noció de continu dels sexes. Al considerar a aquests com un continu i no per separat, la hipòtesi de treball de Hirschfeld, així com de la major part dels sexòlegs de la primera generació, va deixar de banda l'antiga forma de considerar a cada sexe independent i va primar la referència de les gammes i els graus entre ells. Molts d'aquests materials van ser publicats a l'Anuari dels estats intersexuals que amb regularitat va aparèixer des de 1898. Cap dels dos sexes -va escriure repetidament Hirschfeld- és pur o complet a el cent per cent, sinó que un i altre formen un continu únic de què emergeixen els dos sexes per combinació a través de les seves gammes i varietats. Deixant aquestes varietats per a més endavant (vegeu el capítol VI) només pretenem posar en relleu aquesta noció nova del continu dels sexes.
- Procés de sexuació o biografia sexuada i éssers sexuats: Des que som concebuts vam començar, almenys fisiològicament, a ser configurats, però el nostre entorn també a actua i construeix qui som. Per tant, la sexualitat és un procés. Aquest procés impredictible que s'inicia quan se'ns concep i no desapareix fins que no ho fem nosaltres es coneix en termes sexològics com a procés de sexuació, i és el que ens converteix a tots en éssers sexuats.
- Locus genitalis: La sexologia part d'un lloc oposat al lloc genital que és tradicional en altres disciplines de les ciències naturals, és a dir, va més enllà del que és purament genital i reproductiu i explica el fet sexual humà en tota la seva complexitat com una creació humana i, per tant, cultural, que pot explicar-se i estudiar-se des de si mateixa.
- Caràcters sexuals terciaris: Davant els criteris centrats en la reproducció o el plaer, des dels quals havien estat formulats els caràcters sexuals primaris i secundaris-primaris: els genitals; secundaris: els seus efectes-, Ellis va plantejar els tres grups de caràcters primaris, secundaris i terciaris en clau de sexuació i no des de les funcions antigues dels mascles i les femelles sinó des de la construcció de les identitats dels subjectes moderns com a homes i dones, és a dir, no ja des del criteri de la reproducció o el plaer sinó des de la sexuació.